# Nezha Nao Hai
Nezha Nao Hai (xinès tradicional: 哪吒鬧海, xinès simplificat: 哪吒闹海, pinyin: Nézhà Nào Hǎi, literalment 'Nezha lluita el mar') és una pel·lícula xinesa d'animació fantàstica del 1979 produïda per l'estudi d'animació de Shanghai.
Es va projectar fora de competició al Festival de Cannes de 1980, amb el nom anglés Prince Nezha's Triumph Against Dragon King, tot i que posteriorment en tindria d'altres.

## Sinopsi
La pel·lícula és una adaptació d'una història de la mitologia xinesa (en particular, la novel·la de fantasia èpica Fengshen Yanyi) sobre la deïtat guerrera Nezha. Després d'un període de gestació de tres anys i mig, Yin Shi, l'esposa del general Li Jing, dona a llum una bola de carn, que es converteix en una flor de lotus, de la qual naix Nezha. Nezha naix capaç de caminar i parlar, i és acceptada com a estudiant de l'immortal Taiyi Zhenren.
Els Rei Drac of the Quatre Mars, cansats de ser pacífics, s'han tornat cruels i destructius, plagant la Xina amb tempestes destructives i una sequera. La gent demana pluja, però el rei Drac del Mar de l'Est, Ao Guang, els ignora, dient al Iaksa Ye Sha que li porte xiquets per a menjar. Ye Sha captura un dels amics d'en Nezha mentre es banya a l'oceà, i Nezha s'enfronta ferint-lo. Ao Guang envia el seu tercer fill, Ao Bing, a continuació. Ao Bing és assassinat per Nezha, indignant Ao Guang.
Es produeixen diversos enfrontaments entre Nezha i Ao Guang. Ao Guang i els altres Reis Drac causen estralls a la gent, provocant tempestes, inundacions i tot tipus de desastres naturals. En vore-ho, Nezha agafa l'espasa del seu pare, diu als seus pares que els retorna la carn i els ossos, i crida pel seu amo abans de suïcidar-se tallant-se la gola.
Renaix amb l'ajuda del seu mestre, de nou d'una flor de lotus, i se li donen noves armes i habilitats. Després d'entrar al palau submarí d'Ao Guang, torna a enfrontar-se a ell i als altres Reis Drac, eixint vencedor.

## Estrena i legat
Al Regne Unit, la pel·lícula es va emetre a Anglaterra per BBC Two a primera hora del vespre del 23 de desembre de 1984, en una versió en anglés, dirigida per Louis Elman i produïda per a la BBC per Leah International, que va retitular la pel·lícula Little Nezha Fights Great Dragon Kings. La veu de Nezha va ser proporcionada per l'actriu i artista de veu Rosemary Miller. A més de doblar els diàlegs, també es va substituir la partitura de Jin Fuzai, interpretada per l'Orquestra Filharmònica de Shanghai per una d'Ivor Slaney. La versió va ser llançada en vídeo per BBC Enterprises el 1986, i retransmesa unes quantes vegades al llarg del 1988. La pel·lícula es va estrenar en DVD amb l'àudio xinés original i subtítols en anglés el 2005. El 2021 es va reestrenar amb una restauració digital.
La pel·lícula és un clàssic de l'animació xinesa, i el personatge i la trama han aparegut a diverses pel·lícules posteriors, com Ne Zha, del 2019. Apareguda després de la Revolució Cultural, en el període conegut com Boluan Fanzheng, s'ha vist en els dracs antagonistes una al·legoria de la banda dels quatre. Després d'anys de poca producció de cinema d'animació i una uniformització de l'estil del realisme socialista, la pel·lícula suposà una tornada a la fantasia en les trames del cinema d'animació xinés. El 30 de maig de 2014, Nezha Conquers the Dragon King va aparèixer a la pàgina d'inici de la Cerca de Google com un doodle animat. El 2021, es van publicar a la Xina diversos segells amb imatges de la pel·lícula.